# 1145 en santé et médecine
| Années de la santé et de la médecine : 1142 - 1143 - 1144 - 1145 - 1146 - 1147 - 1148    |
| Décennies de la santé et de la médecine : 1110 - 1120 - 1130 - 1140 - 1150 - 1160 - 1170 |

Cet article présente les faits marquants de l'année 1145 en santé et médecine.

## Fondations
- « La première bulle pontificale confirmant les biens et droits de l’hôtel-Dieu [du Puy], en 1145, évoque un établissement relativement récent au rayonnement limité[1] ».
- « Une bulle du pape Eugène III mentionne la présence d'un hospice dédié à Bernard au sommet du futur Petit-Saint-Bernard[2] ».
- Fondation par Guifredo da Buffero de l'hôpital S. Barnaba de Brorio à Milan en Italie, établissement qui sera réuni à l'hôpital S. Stefano alla ruota en 1157[3] ou 1158[4], pour former l'hôpital del Brolo (it).
- À Épernay, « Henry dit le Large, comte de Champagne, [...] fait bâtir un hôpital [...] destiné à recevoir les pauvres et les malades étrangers[5] ».
- Fondation à Gaywood (en), dans le comté de Norfolk, en Angleterre, d'un hôpital où, « du prieur et des douze frères et sœurs, dix dev[ro]nt être sains et trois, infirmes ou lépreux[6] ».
- Vers 1145 : fondation d'une léproserie à Ceton, sur le chemin de La Ferté-Bernard, entre Perche et Normandie, par les seigneurs du lieu[7].
- 1121-1145 : construction de l'hôpital Saint-Paul (St. Paul's Hospital) à Norwich, capitale du comté du Norfolk en Angleterre[8].
- 1142 ou 1145 : fondation de l'hôpital S. Giacomo de Folignano dans la région de Plaisance, en Italie[9].

## Publication
- Vers 1145 : parution du Dragmaticon philosophiae, de Guillaume de Conches (v. 1080 – v. 1150), ouvrage qui traite de « l'organisation du cerveau en ventricules », avant d'exposer « différentes théories de la pensée[10] ».

## Personnalité
- Fl. Guillaume, médecin, inscrit aux registres de la paroisse cathédrale Sainte-Croix d'Orléans[11]

## Naissance
- Entre 1145 et 1150 : Rigord (mort entre 1207 et 1209), moine de Saint-Denis, médecin et historien[12],[13].